# Karl Brand
Karl Brand, pseudonimo di Karl Müller (Wilkowitz, 15 ottobre 1895 – Wilkowitz, 16 marzo 1918), è stato uno scrittore, poeta e giornalista ceco di lingua tedesca.

## Biografia
Karl Müller nasce a Wilkowitz il 15 ottobre del 1895, ma si trasferisce e cresce con i suoi genitori a Praga un anno dopo, nel 1896. La sua è una piccola famiglia borghese impoverita, ma che riesce comunque a permettergli un'adeguata istruzione facendogli frequentare la German Business Academy. Durante la sua breve vita, riesce a entrare in contatto con diversi personaggi importanti della sua epoca, tra cui il gigante della letteratura Franz Kafka, conosciuto al Caffè Arco di Praga.

## Opere
Lavora per un po' di tempo con diverse riviste, tra cui il Die Aktion e Der Sturm, trattanti per lo più argomenti politici ed artistici. Tuttavia, la sua opera principale e ancora oggi la più nota, sarà Die Rückverwandlung des Gregor Samsa (in italiano: La ritrasformazione di Gregor Samsa), piccolo continuo de La Metamorfosi di quattro pagine pubblicato sul Prager Tablatt l'11 giugno 1916. Nel piccolo testo, egli immagina che il protagonista dell'omonimo romanzo si risvegli di nuovo umano in un accumulo di spazzatura dopo che il suo cadavere da scarafaggio è stato buttato dalla signora delle pulizie della famiglia Samsa. Si pensa che ciò che abbia spinto Brand a scrivere questo breve racconto sia stata la sua irrefrenabile voglia di libertà, di cui si può trovare il motivo nella seguente lettera inviata allo scrittore, sennonché amico, Antonín Macek:
«Mi sono fatto esaminare [...]. La diagnosi è -- tubercolosi!!! So da molto tempo di avere la tubercolosi, ma non ci credevo davvero. Ora ho la terribile certezza. Non mi dispero. Voglio prendermela comoda ora, se mi gioverà ancora.»
Infatti, già da tempo soffriva dell'omonima malattia (che all'epoca equivaleva ad una morte quasi certa), impersonandosi, quindi, nel personaggio kafkiano, sviluppando per lui una forte empatia, poiché si sentiva una sorta di "parassita" per via del fatto che tutti i suoi cari dovevano seguirlo in modo abbondante a causa delle sue critiche condizioni di salute.

## Morte
Viene vinto dalla sua tubercolosi nel 1917, alla giovane età di 22 anni, dopo una situazione famigliare particolarmente difficile che la vedeva tutta impegnata in diverse attività lavorative per l'acquisto di cure mediche efficienti che avrebbero potuto contrastare la malattia, cosa che, ovviamente, non gli permetteva di proseguire la sua professione da scrittore e giornalista.